# Plaza de San Esteban (Segovia)
La plaza de San Esteban es un espacio público de la ciudad española de Segovia.

## Descripción
La plaza, que alberga tanto la iglesia del mismo nombre como el Palacio Episcopal de Segovia, está encerrada por, entre otras, la calle de Valdeláguila, la del Doctor Velasco y la de María Zambrano. Aparece descrita en Las calles de Segovia (1918) de Mariano Sáez y Romero con las siguientes palabras:

San Esteban (Plazuela de).—Tiene entrada por las calles de Valdeláguila y Escuderos y salida a la Travesía de Capuchinos. En esta plazuela se contempla con honda pena la antigua iglesia de San Esteban, una de las más hermosas de Segovia, y su altivo campanario, que caracterizaba a este templo, era una esbelta torre que deleitaba al espectador, y declarada monumento nacional en 1896, era llamada en justicia «la reina de las torres bizantinas». Habiendo sufrido dos veces los rigores del rayo, está desde hace veintitantos años en obra de restauración. [...] Se admira en esta gran plazuela el Palacio Episcopal, amplio y hermoso edificio de larga fachada que llena uno de sus lados con graníticas ventanas enrejadas abajo, y balcones con frontes y bustos. Tiene una monumental escalera y un patio también muy proporcionado de sólida arquería. Estuvo hasta 1525 el antiguo Palacio Episcopal contiguo a la anterior Catedral en la Plaza del Alcázar.
(Sáez y Romero, 1918, pp. 156-157)

En el pasado, una travesía del mismo nombre, ya desaparecida, conectaba la plaza con la calle del Doctor Velasco.